# Bernd Kieback
Bernd Kieback (* 15. Mai 1953 in Groß Schönebeck) ist ein deutscher Materialwissenschaftler.

## Leben
Bernd Kieback studierte zunächst in der Zeit von 1971 bis 1976 in der Sowjetunion an der Universität Charkow (heute Ukraine) und wurde 1982 an der TU Dresden mit dem Thema Beitrag zur Untersuchung der Vorgange beim Sintern von Presskorpern aus eisenreichen Eisen-Titan-Pulvermischungen und der Herstellung und Eigenschaften titanlegierter Sinterstahle zum Dr.-Ing. promoviert. Danach war er Mitarbeiter des Zentralinstituts für Festkörperphysik und Werkstoffforschung der Akademie der Wissenschaften der DDR in Dresden, 1985 bis 1990 als der Leiter des Teilinstituts für Pulvermetallurgie und Verbundwerkstoffe. Im Jahre 1992 wurde er zunächst Leiter der Abteilung Pulvermetallurgie am Fraunhofer-Institut (IFAM) in Dresden, kurz darauf übernahm er die Leitung der Abteilung Pulvertechnologie in Bremen. 1993 wechselte er an die TU Dresden, wo er bis 2019 den Lehrstuhl für Pulvermetallurgie, Sinter- und Verbundwerkstoffe innehatte. Parallel war Kieback der Leiter des Institutsteils des Fraunhofer-Instituts IFAM in Dresden, eine Position, welche er bis zu seiner Emeritierung im Jahr 2019 innehielt.

## Auszeichnungen
- 2010 Skaupy-Preis des Fachverbands Pulvermetallurgie
- 2015 William Johnson International Gold Medal der Konferenz Advances in Materials & Processing Technologies (AMPT)[7]
- 2019 Fraunhofer-Medaille[4]
- 2019 EPMA Fellowship Award[8]